# Lý Di Ân
Lý Di Hưng (giản thể: 李彝兴; phồn thể: 李彝興, ?- 20 tháng 10, 967), nguyên danh Lý Di Ân (李彝殷), là một quân phiệt người Đảng Hạng vào thời Ngũ Đại Thập Quốc và đầu thời nhà Tống, cai trị Định Nan từ năm 935 đến khi qua đời vào năm 967, với chức vụ tiết độ sứ.

## Thân thế
Lý Di Ân là con của Lý Nhân Phúc- người giữ chức Định Nan tiết độ sứ từ năm 909/910 đến năm 933, và là đệ của Định Nan tiết độ sứ Lý Di Siêu (cai trị 933-935) theo Tư trị thông giám hoặc là huynh theo Cựu Ngũ Đại sử, Tân Ngũ Đại sử, và Tống sử. Nếu như ông là huynh của Lý Di Siêu, ông có thể là một tướng lĩnh của Định Nan được nhắc đến trong sử sách với biệt danh "A La vương" (阿囉王) vào năm 933, khi Lý Di Siêu chống lại nỗ lực của Hậu Đường nhằm đẩy mình ra khỏi Định Nan, do Lý Di Siêu được ghi là thứ tử của Lý Nhân Phúc. Dù sao, trong thời gian Lý Di Siêu cai trị, Lý Di Ân giữ chức Hành quân tư mã. Ngày Đinh Sửu (12) tháng 2 năm Ất Mùi (19 tháng 3 năm 935), Lý Di Siêu thượng ngôn rằng do bệnh tật, xin cho Hành quân tư mã Lý Di Ân tạm quyền cai quản quân châu sự. Sau khi Lý Di Siêu mất, đến tháng 3 ÂL, Hoàng đế Hậu Đường là Lý Tòng Kha bổ nhiệm Lý Di Ân làm tiết độ sứ.

## Thời Hậu Tấn
Đầu niên hiệu Thiên Phúc (936-944) thời Hậu Tấn, Lý Di Ân được thăng làm Kiểm hiệu thái úy, Đồng bình chương sự. Sau khi Thạch Trọng Quý tự vị thì được thăng làm Kiểm hiệu thái sư. Năm Quý Mão (943), Nha nội chỉ huy sứ Thác Bạt Sùng Bân âm mưu làm loạn, Tuy châu  thứ sử Lý Di Mẫn tương trợ. Khi âm mưu bị phát hiện, ngày Tân Mùi (25) tháng 8 (27 tháng 9), Lý Di Mẫn cùng 5 đệ chạy đến Diên châu. Ngày Giáp Ngọ (19) tháng 9 (20 tháng 10), Lý Di Ân dâng tấu cho Hoàng đế Hậu Tấn Thạch Trọng Quý nói Lý Di Mẫn làm loạn, Thạch Trọng Quý hạ chiếu bắt Lý Di Mẫn giải về Hạ châu (夏州)- thủ phủ của Định Nan, và Lý Di Mẫn bị xử trảm.
Đương thời Hậu Tấn và kình địch là Khiết Đan có các đối kháng quân sự lớn, và Khiết Đan đang viện trợ cho Dương Quang Viễn- một tướng Hậu Tấn nổi dậy tại Bình Lô. Ngày Tân Hợi (8) tháng 2 năm Giáp Thìn (5 tháng 3 năm 944), Lý Di Ân dâng tấu cho hoàng đế của Hậu Tấn đề xuất để mình cầm 4 vạn quân từ Lân châu vượt Hoàng Hà xâm nhập và cương giới Khiết Đan. Đến ngày Nhâm Tý hôm sau, Thạch Trọng Quý bổ nhiệm Lý Di Hưng làm Khiết Đan tây nam diện chiêu thảo sứ.

## Thời Hậu Hán
Đến tháng 3 năm Mậu Thân (948), thời Hậu Hán Ẩn Đế Lưu Thừa Hựu, có một sự kiện mà trong đó Lý Di Ân phát binh và dâng tấu nói rằng muốn tiến công chống lại tù trưởng Khương tộc là Da Mưu (㖡母), nói rằng ba năm trước, Dạ Mưu giết Tuy châu thứ sử Lý Nhân Dụ (李仁裕). Khánh châu thượng ngôn khuyên triều đình tăng binh để phòng bị (có vẻ không tin và mục đích của Lý Di Ân). Lưu Thừa Hựu ban chỉ, thúc giục Lý Di Ân dừng lại, dựa vào việc 'ty thiên' nói rằng năm nay bất lợi trong việc quân sự. Cũng trong năm này, Lý Di Ân được kiêm Thị trung.
Cùng năm, tướng Hậu Hán là Hộ Quốc tiết độ sứ Lý Thủ Trinh nổi dậy. Biết rằng giữa Lý Di Ân và Chương Vũ tiết độ sứ Cao Doãn Quyền (高允權) có hiềm khích, đến tháng 10 ÂL, Lý Thủ Trinh bí mật cử người cầu viện Lý Di Ân tấn công Chương Vũ. Lý Di Ân phát binh và cử họ đến biên giới với Chương Vũ, song sau đó, khi hay tin quan quân dưới quyền chỉ huy của Quách Uy bao vây thành Hà Trung của Hộ Quốc, Lý Di Ân cho binh sĩ triệt thoái. Ngày Giáp Thìn tháng 10 (2 tháng 12), Cao Doãn Quyền tố cáo Lý Di Ân với triều đình Hậu Hán, Lý Di Ân cũng tự tố, triều đình chỉ yêu cầu hòa giải giữa hai trấn. Để tiếp tục xoa dịu Lý Di Ân, năm Kỉ Dậu (949), triều đình Hậu Hán cho Tĩnh châu phụ thuộc Định Nan quân, sang tháng 2 ÂL thì Lý Di Ân thượng biểu cảm tạ. Lý Di Ân thấy Trung Nguyên có nhiều biến cố, có ý khinh ngạo, mỗi khi có trấn xảy ra phản loạn ông thường ngầm giúp đỡ [lực lượng nổi dậy] để mong thu được nhiều lợi ích. Triều đình biết được vấn đề nên dùng ân huệ để rằng buộc. Sau khi Quách Uy chiếm được Hà Trung và Lý Thủ Trinh tự sát, theo đề xuất của Quách Uy, Lưu Thừa Hựu ban thêm vinh dự cho nhiều tiết độ sứ, trong đó Lý Di Ân được nhận chức Trung thư lệnh vào ngày Tân Dậu tháng 9 (15 tháng 10).

## Thời Hậu Chu/Bắc Hán
Nắm 951, Quách Uy soán vị Hậu Hán, thiết lập Hậu Chu. Thúc của Lưu Thừa Hựu là Lưu Sùng (sau cải thành Lưu Mân) tự xưng là người kế thừa hợp pháp hoàng vị Hậu Hán tại Hà Đông — nước này thường được gọi là Bắc Hán. Lý Di Ân ban đầu khiển sứ dâng biểu cho Bắc Hán. Tuy nhiên, đến giữa niên hiệu Hiển Đức (954-963), Lý Di Ân có lẽ quy phục làm chư hầu của Hậu Chu, vì ông mang các chức vụ danh dự mà Hậu Chu ban cho là Thái phó, kiêm Trung thư lệnh, và được phong làm Tây Bình vương.

## Thời Tống
Năm 960, tướng Hậu Chu là Triệu Khuông Dận soán vị Hậu Chu, khởi đầu triều Tống. Ngày Quý Hợi tháng 1 năm Canh Thân (22 tháng 2 năm 960), Tống Thái Tổ Triệu Khuông Dận ban cho Lý Di Ân chức Thái úy. Sau đó, Lý Di Ân đổi tên thành Lý Di Hưng do húy kị Triệu Hoằng Ân (趙弘殷)- phụ thân của Tống Thái Tổ. Trong năm đó, Bắc Hán dụ các bộ lạc ở Đại Bắc xâm lược Hà Tây; Lý Di Hưng khiển đô tướng Lý Di Ngọc (李彝玉) tiến viện Lân châu, quân Bắc Hán triệt thoái.
Năm 962, Lý Di Hưng khiến sứ cống 300 con ngựa cho Tống Thái Tổ. Tống Thái Tổ mệnh ngọc công làm một đai lưng để tặng cho Lý Di Hưng. Khi Tống Thái Tổ hỏi sứ thần về cỡ eo của Lý Di Hưng, sứ giả đáp rằng eo của Lý Di Hưng rất rộng. Tống Thái Tổ đáp lại: "Thống lĩnh của ngươi là người chân phúc." Lý Di Ân được mô tả là cảm phục.
Lý Di Hưng mất ngày Canh Tý (15) tháng 9 năm Đinh Mão (20 tháng 10 năm 967). Tống Thái Tổ truy phong ông là Hạ vương, cho con trai là Hành quân tư mã Lý Quang Duệ tạm quyền quản lý Định Nan.